# Треугольный дом (Сан-Паулу)
Треугольный дом (порт. Edifício Triângulo) — офисное здание, расположенное в центре Сан-Паулу, на пересечении улиц Жозе Бонифацио и Квентина Бокаюва. Здание построено по проекту Оскара Нимейера в 1955 году, по заказу Национального Банка Недвижимости, организации, которая занимается инвестированием в жилищное строительство экономкласса, а также торгово-офисных зданий.
Изначально здание планировалось построить в стиле Манхэттен, использовать в окнах три вида стекол, установить жалюзи, однако проект несколько раз менялся. Стены главного входа были декорированы бразильским художником Ди Кавальканти.